# جاكسون فولمان
جاكسون راغنار فولمان (مواليد 14 مارس 1992)، والمعروف باسم فولمان، هو لاعب كرة قدم برازيلي سابق كان يلعب كحارس مرمى. نجا من كارثة رحلة خطوط لاميا الجوية 2933. بترت إحدى ساقيه، ما أنهى فعليًا مسيرته.

## وصلات خارجية
- جاكسون فولمان على موقع قاعدة بيانات كرة القدم.إي يو (الإنجليزية)
- جاكسون فولمان على موقع Soccerway.com (الإنجليزية)